# Wald ZH
Wald (psáno také jako Wald ZH pro odlišení od jiných stejnojmenných sídel) je město v kantonu Curych ve Švýcarsku. Žije zde přibližně 9 800 obyvatel.

## Geografie

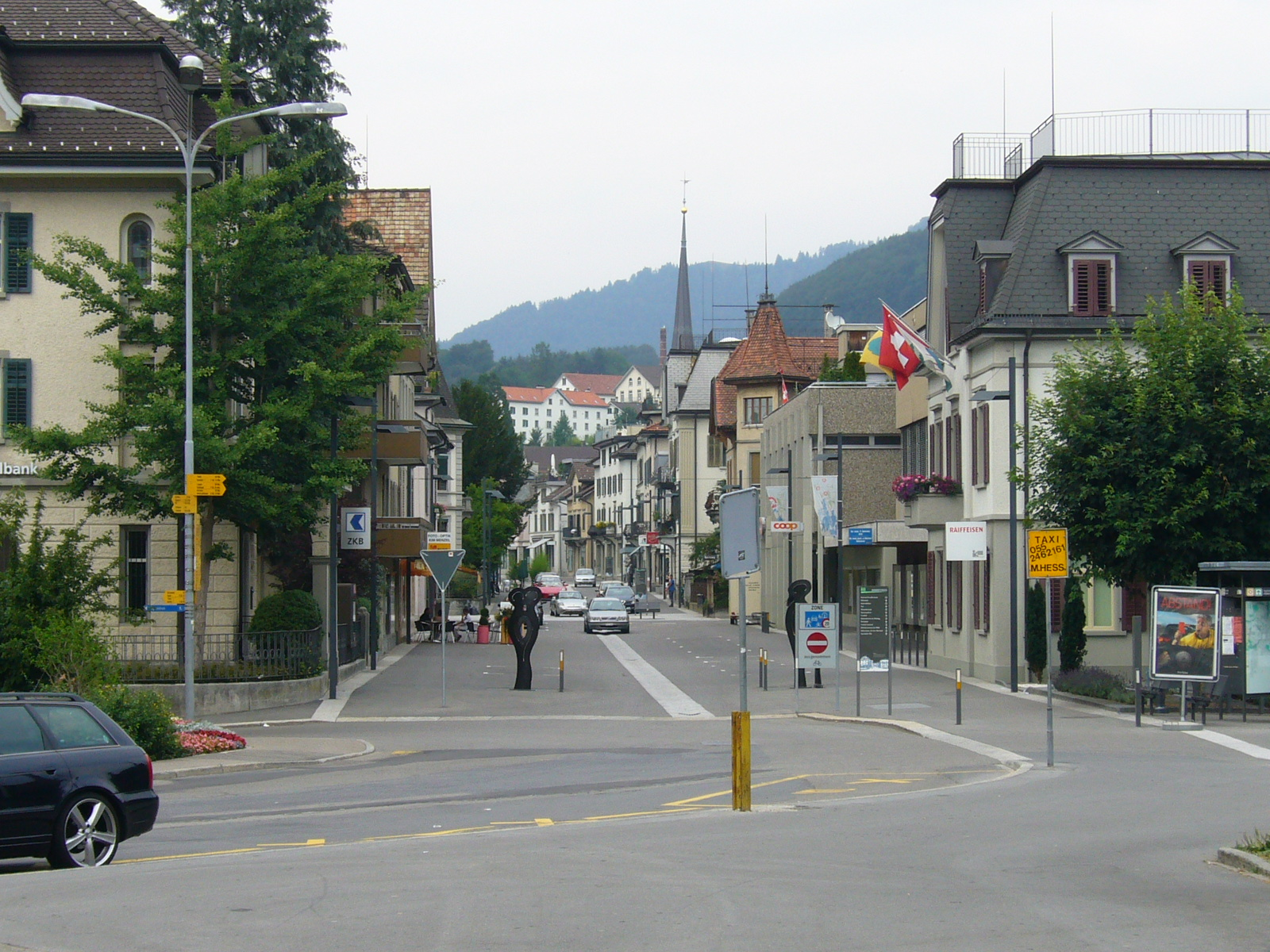
Centrum Waldu

Wald (dříve také Wald an der Jona nebo Wald an der Jonen) se nachází v oblasti Curyšské vysočiny, v horní části údolí řeky Jona, mezi vrchy Brandegg, Batzberg a Bachtel, v nejvýše položené části pohoří Tössbergland, které tvoří hranici předalpské oblasti směrem ke kantonu St. Gallen. Sousedními obcemi Waldu jsou Fischenthal na severu, Hinwil, Dürnten a Rüti na západě a Eschenbach (v kantonu St. Gallen) na východě a jihu.
Nejvyšší bod obce se nachází na vrchu Brandegg ve výšce 1243 m n. m., nejnižší pak v oblasti Grundtal ve výšce 565 m n. m. Rozvodí mezi povodími řek Töss a Jona se nachází několik metrů severně od hranice obce, v Gibswilu (Fischenthal), ve výšce 757 m n. m. Na území obce Wald překonává řeka Jona výškový rozdíl 180 metrů, než od oblasti Tüfentobel tvoří obecní hranici s Rüti. Na krajním severovýchodě katastru Waldu se nachází také část horního toku řeky Töss (Vordertöss, až po Tössscheidi). Významné vrcholy na území obce jsou Brandegg (1243 m n. m.), Oberegg (1107 m n. m.), Josenberg (1085 m n. m.), Bachtelhörnli (968 m n. m.) a další.
Z celkové rozlohy 25,28 km² tvoří 52,2 % zemědělská půda, 33,3 % lesy, 9,3 % zastavěná plocha, 4,2 % dopravní infrastruktura, 0,3 % vodní plochy a 0,7 % neproduktivní území (stav k roku 2018).

## Historie

Letecký pohled (1948)

S výjimkou statku Rickenbach, který byl zmíněn již v letech 819/820, došlo k trvalému osídlení oblasti až na konci raného a ve vrcholném středověku. Středem osídlení se stal farní kostel ve Waldu, doložený v roce 1208. V roce 1320 získala johanitní komturie Bubikon patronátní práva. Po stránce vyšší i nižší soudní pravomoci patřil Wald habsburským vévodům a v roce 1408 přešel spolu s panstvím Grüningen pod správu Curychu. Majetková práva vykonávalo až do roku 1651 také klášter Schänis. Výjimku tvořily statky Hischwil, kde Curych získal práva vrchnosti až v roce 1425, a Bühl, kde klášter Rüti vykonával nižší soudní pravomoc (statut z roku 1441).
V roce 1621 získal Wald právo pořádat týdenní trhy – důsledek tehdy již rozšířené domácí textilní výroby (lněná příze). Obec se stala typickým příkladem protoindustrializované komunity v Curyšské vysočině. V roce 1787 zaměstnávala přádelna bavlny 1354 osob, tedy téměř polovinu obyvatel. Po nástupu mechanické přádelny se ruční přadláci přeorientovali na domácí ruční tkalcovství, které bylo později nahrazeno mechanickým tkalcovstvím. V roce 1830 zaměstnávaly továrny ve Waldu pouze 170 osob, ale v roce 1868 už přibližně 1500. Přistěhovalci z katolických sousedních kantonů doplnili tovární dělnictvo; katolická část obyvatelstva tvořila v roce 1880 již 11 %. Katolický kostel sv. Markéty byl postaven v roce 1874, farnost byla založena v roce 1883.
Z iniciativy podnikatelů vznikly i sociální instituce, například v roce 1861 jídelna textilky Hubwies nebo v roce 1868 podniková nemocenská pokladna Oberholzer a Spörri. Nábožensky svobodomyslná podnikatelská rodina Oberholzer podporovala od 60. let 19. století výstavbu dělnických bytů a dětských školek a patřila k zakladatelům Svobodného společenství Wald, svobodné církve, pro kterou v roce 1874 nechala postavit kapli.

## Obyvatelstvo
| Vývoj počtu obyvatel | Vývoj počtu obyvatel | Vývoj počtu obyvatel | Vývoj počtu obyvatel | Vývoj počtu obyvatel | Vývoj počtu obyvatel | Vývoj počtu obyvatel | Vývoj počtu obyvatel | Vývoj počtu obyvatel | Vývoj počtu obyvatel | Vývoj počtu obyvatel | Vývoj počtu obyvatel | Vývoj počtu obyvatel | Vývoj počtu obyvatel |
| -------------------- | -------------------- | -------------------- | -------------------- | -------------------- | -------------------- | -------------------- | -------------------- | -------------------- | -------------------- | -------------------- | -------------------- | -------------------- | -------------------- |
| Rok                  | 1634                 | 1670                 | 1739                 | 1800                 | 1850                 | 1900                 | 1950                 | 2000                 | 2005                 | 2010                 | 2015                 | 2020                 | 2022                 |
| Počet obyvatel       | 574                  | 1200                 | 2124                 | 3083                 | 3808                 | 6677                 | 7163                 | 8279                 | 8745                 | 8961                 | 9421                 | 10 182               | 10 335               |

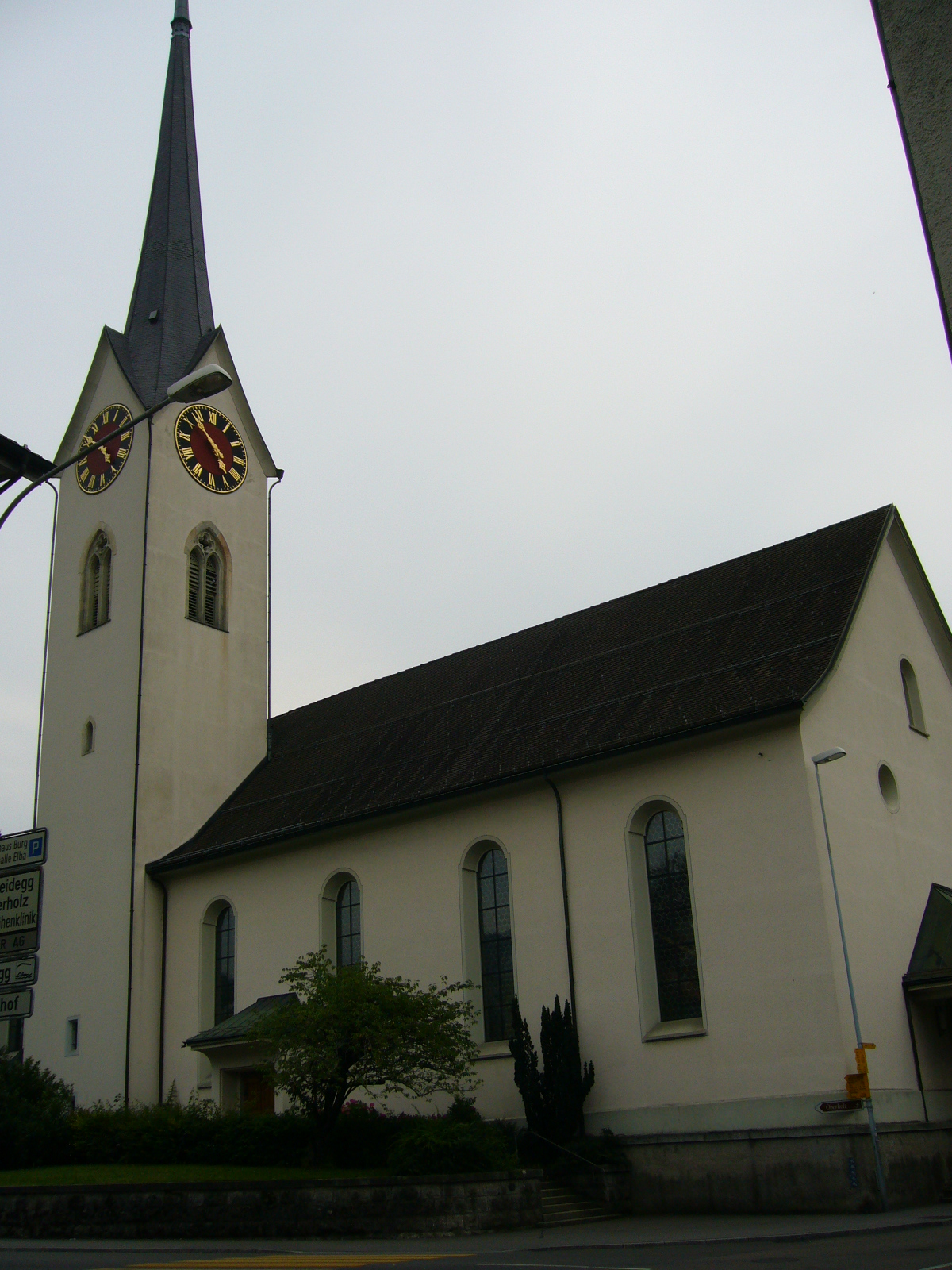
Reformovaný kostel

V roce 2022 se hlásilo 27,9 % populace k evangelické reformované církvi a 26,9 % k římskokatolické církvi. 45,2 % obyvatel mělo jinou nebo žádnou konfesní příslušnost.

## Hospodářství
Využitelná vodní energie a rozvoj dopravní infrastruktury – silnice do údolí Töss (1837), do Rüti (1846) a železnice (1876) – urychlily industrializaci. Johannes Wild zavedl v roce 1822 mechanickou přádelnu a v roce 1846 mechanické tkalcovství. Dalším průkopnickým podnikem byla přádelna Elba. V 50. letech 19. století přibyly přádelna Jonatal a tkalcovny v Sagenrainu, Diezikonu a Hueb. Díky textilnímu průmyslu byl Wald označován jako „Manchester kantonu Curych“.
Pozvolný úpadek textilního průmyslu trval celé 20. století. Diverzifikace do jiných odvětví (např. výroba nábytku) začala již ve 40. letech. Druhý sektor, který v roce 1920 tvořil ještě 74 % a v roce 1985 52 % pracovních míst v obci, klesl v roce 2005 na 32 %. Přestože početné tovární budovy, vily podnikatelů, dělnické jídelny a některé tradiční domy typu „Flarz“ byly ještě na počátku 21. století výraznými prvky místního a krajinného obrazu, obec Wald kolem roku 2000 ztratila svůj dřívější charakter průmyslové obce.

## Doprava

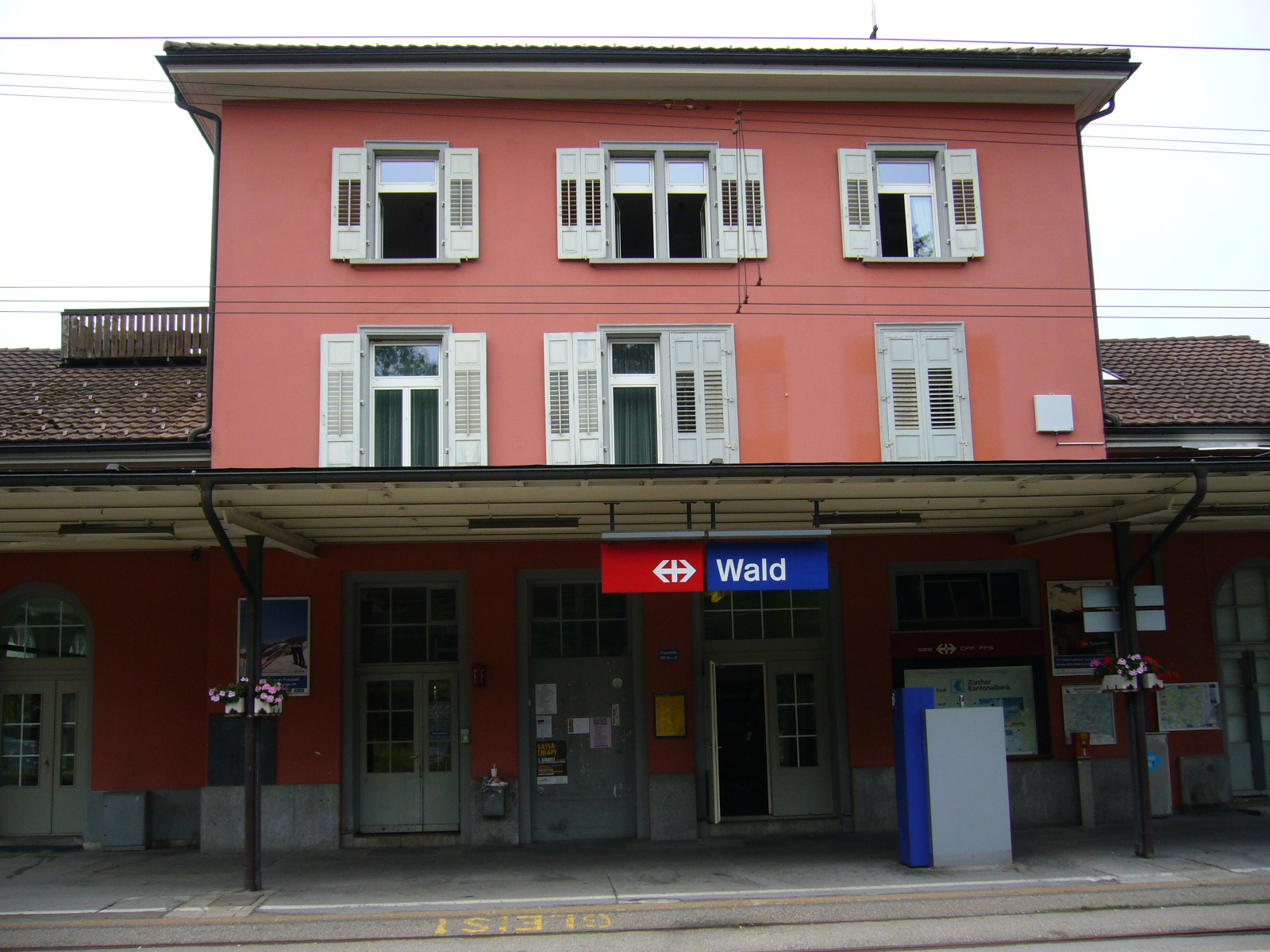
Železniční stanice

Wald leží na hlavní silnici č. 15 Rapperswil–Schaffhausen (tzv. Rütistrasse). V horním údolí řeky Jona je tato silnice na východní straně lemována vedlejší komunikací, která prochází terasovitými sídlišti a spojuje osady Haltberg, Hüebli, Hischwil a Raad. Na západní straně ji doplňuje vedlejší silnice Dieterswil–Ried, která propojuje výše položené osady. V lokalitách Unterbach a Blattenbach má obec napojení na výškovou silnici vedoucí podél hřebene Allmenkette přes Bäretswil až do Kyburgu.
Od severovýchodu až na jih vedou silniční spojení k osadě Oberholz SG a k obcím v kantonu St. Gallen u Curyšského jezera: Goldingen, Neuhaus a Eschenbach.
Nejbližší dálniční nájezdy se nacházejí v Rüti, Dürntenu a Eschenbachu (dálnice Oberlandautobahn A53).
Po železniční síti je obec obsluhována linkou S26 Winterthur – Bauma – Rüti ZH curyšské sítě příměstských linek S-Bahn. Kromě toho zde jezdí také autobusové linky provozované dopravním svazem Verkehrsbetriebe Zürichsee und Oberland (VZO).

## Osobnosti
- Sebastian Stalder (* 1998), švýcarský biatlonista